# Архангельское (Сосновоборский район)
Архангельское — село в Сосновоборском районе Пензенской области России. Входит в состав Николо-Барнуковского сельсовета.

## География
Село находится в восточной части Пензенской области, в пределах Приволжской возвышенности, в лесостепной зоне, вблизи истока реки Кувай, на расстоянии примерно 24 километров (по прямой) к северо-востоку от Сосновоборска, административного центра района. Абсолютная высота — 276 метров над уровнем моря.

### Климат
Климат характеризуется как умеренно континентальный, с холодной продолжительной зимой и тёплым летом. Средняя температура воздуха самого тёплого месяца (июля) — 19 °C (абсолютный максимум — 39 °C); самого холодного (января) — −13 °C (абсолютный минимум — −46 °C). Среднегодовое количество атмосферных осадков варьируется от 480 до 627 мм, из которых большая часть выпадает в тёплый период. Снежный покров держится в течение 150—160 дней.

### Часовой пояс
Село Архангельское, как и вся Пензенская область, находится в часовой зоне МСК (московское время). Смещение применяемого времени относительно UTC составляет +3:00.

## Население
| 1748 | 1790 | 1864 | 1877 | 1897 | 1911 | 1926 |
| ---- | ---- | ---- | ---- | ---- | ---- | ---- |
| 374  | ↗561 | ↗579 | ↗654 | ↗657 | ↘590 | ↗781 |
| 1930 | 1939 | 1959 | 1979 | 1989 | 1996 | 2002 |
| ↗809 | ↘487 | ↘334 | ↘179 | ↗188 | ↗201 | ↘160 |
| 2010 |      |      |      |      |      |      |
| ↘103 |      |      |      |      |      |      |

### Национальный состав
Согласно результатам переписи 2002 года, в национальной структуре населения русские составляли 88 % из 160 чел.